# Фридрих IV фон Байхлинген
Фридрих IV (III) фон Байхлинген (на немски: Friedrich IV (III) von Beichlingen; † 30 ноември 1275) е граф на Байхлинген и Лора.

## Произход
Той е син на граф Фридрих II (III) фон Байхлинген († 1216/1218) и съпругата му Елизабет фон Хенеберг († сл. 1210), дъщеря на граф Попо VI/XII фон Хенеберг († 1190) и София фон Андекс–Истрия († 1218).
Фридрих IV фон Байхлинген умира през 1275 г. и е погребан във Франкенхаузен.

## Фамилия
Първи брак: с жена с неизвестно име и има един син:
- Фридрих V фон Байхлинген († 30 юли 1287), граф на Байхлинген-Лохра, женен пр. 28 април 1268 г. за София фон Глайхен († сл. 1306)

Втори брак: на 24 април 1246 г. с Хердвиг/Хедевигис фон Хонщайн († 28 септември 1294), дъщеря на граф Дитрих I фон Хонщайн († 1249) и Хедвиг фон Брена († сл. 1264). Те имат децата:
- Фридрих VI фон Байхлинген (II) († сл. 23 март 1313), граф на Байхлинген-Ротенбург (ок. 1141/1157), женен за Лукардис († пр. 19 юли 1294)
- Херман († сл. 1268/sl. 1308), в свещен орден
- Ирмгард/Ерменгарда фон Байхлинген († сл. 28 септември 1280), омъжена за Бодо фон Хадмерслебен († 1280)
- Фридрих фон Байхлинген († сл. 1268)
- Мехтилд фон Байхлинген († сл. 1268)